# Andy Ram
Andy Ram, född 10 april 1980 i Montevideo, Uruguay, är en israelisk högerhänt professionell tennisspelare specialiserad som dubbelspelare. Han blev proffs på ATP-touren 1996. Han rankades från juli 2008 till juli 2009 som nummer fem i dubbel.
Ram är den första israeliska tennisspelaren som har vunnit en seniortitel i en Grand Slam-turnering (mixed dubbeltiteln 2006 i Wimbledonmästerskapen tillsammans med Vera Zvonareva). 

## Tenniskarriären
Perioden 2003-juli 2009 spelade Ram 30 dubbelfinaler på touren och vann 16 av dem. De flesta dubbeltitlarna (12) vann han tillsammans med landsmannen Jonathan Erlich, de övriga fyra tillsammans med Mario Ančić, Max Mirnyi och Julian Knowle. 
Rams och Erlichs genombrott som dubbelpar kom 2003 då de förutom att vinna två dubbeltitlar oseedade nådde semifinalen i Wimbledonmästerskapen. På vägen dit besegrade de andraseedade paret Mark Knowles/Daniel Nestor. I semifinalen förlorade israelerna mot Jonas Björkman/Todd Woodbridge. I samma turnering nådde Ram tillsammans med ryskan Anastasia Rodionova finalen i mixed dubbel som de dock förlorade mot Martina Navratilova/Leander Paes.  
Perioden 2004-2008 vann Ram/Erlich 10 dubbeltitlar och besegrade bland andra spelarpar som Cyril Suk/Pavel Vizner och bröderna Bryan. Säsongen 2006 vann Ram mixed dubbeltiteln i Wimbledonmästerskapen tillsammans med Vera Zvonareva. I finalen besegrades Bob Bryan/Venus Williams med 6–2, 6–3. Framgångarna i mixed dubbel fortsatte också spelsäsongen 2007, tillsammans med fransyskan Nathalie Dechy vann han då titeln i Franska öppna. 
Ram och Erlich vann 2008 dubbeltiteln i Australiska öppna genom finalseger över spelarparet Arnaud Clément/Michaël Llodra med 7–5, 7–6 (4). Detta var den första helisraeliska dubbeltiteln i en GS-turnering. Erlich har därefter varit skadedrabbad men Ram har ändå haft framgångar tillsammans med Mirnyi och Llodra. 
I Australiska öppna 2009 nådde Ram tillsammans med Nathalie Dechy finalen i mixed dubbel som de förlorade mot det indiska paret Sania Mirza/Mahesh Bhupathi (3-6, 1-6). 
Ram har deltagit i det israeliska Davis Cup-laget 2001-09. Han har spelat tolalt 22 matcher för laget och vunnit 14 av dem. I mars 2009 deltog Ram i ett kontroversiellt möte i Malmö mot ett svenskt lag (se artikeln Davis Cup-avsnitt "Protesterna i Malmö 2009"). Israelerna vann med 3-2 i matcher, men Ram förlorade dubbelmatchen tillsammans med Amir Hadad mot Simon Aspelin/Robert Lindstedt.
Erlich and Ram representerade Israel i Olympiska sommarspelen 2004 i Aten där de nådde kvartsfinalen.

## Spelaren och personen
Andy Ram föddes i Uruguay. Hans far är en israelisk tidigare fotbollsspelare som under en vistelse i Uruguay gifte sig med en uruguayanska. När Ram var fem år gammal flyttade familjen (två söner och en dotter) till Jerusalem där han började spela tennis. Ram visade stor talang för spelet och vann turneringar redan före 10-årsåldern. Som 15-åring hade han bestämt sig för att bli professionell tennisspelare och blev det året därpå (1996).

## Grand Slam-finaler

### Dubbel, 1 (1-0)
| Placering | År   | Mästerskap        | Partner         | Finalmotståndare              | Resultat    |
| Seger     | 2008 | Australiska öppna | Jonathan Erlich | Arnaud Clément Michaël Llodra | 7–5, 7–6(4) |

### Mixed dubbel, 4 (2-2)
| Placering    | År   | Mästerskap            | Partner             | Finalmotståndare                  | Resultat |
| Finalförlust | 2003 | Wimbledonmästerskapen | Anastasia Rodionova | Martina Navratilova Leander Paes  | 3–6, 3–6 |
| Seger        | 2006 | Wimbledon             | Vera Zvonareva      | Venus Williams Bob Bryan          | 6–3, 6–2 |
| Seger        | 2007 | Franska öppna         | Nathalie Dechy      | Katarina Srebotnik Nenad Zimonjić | 7–5, 6–3 |
| Finalförlust | 2009 | Australiska öppna     | Nathalie Dechy      | Sania Mirza Mahesh Bhupathi       | 3–6, 1–6 |

## Övriga titlar på ATP-touren
- Dubbel
  - 2003 - Indianapolis (med Mario Ančić), Thailand Open (med Jonathan Erlich), Lyon (med Jonathan Erlich)
  - 2004 - Lyon (med Jonathan Erlich)
  - 2005 - Rotterdam (med Jonathan Erlich), Nottingham (med Jonathan Erlich)
  - 2006 - Adelaide (med Jonathan Erlich), Nottingham (med Jonathan Erlich), New Haven (med Jonathan Erlich), Bangkok (med Jonathan Erlich)
  - 2007 - Cincinnati (med Jonathan Erlich)
  - 2008 - Indian Wells (med Jonathan Erlich), Wien (med Max Mirnyi), Lyon (med Michaël Llodra)
  - 2009 - Miami Masters (med Max Mirnyi)